# Finlands rigsvåben
Finlands rigsvåben er brugt siden 1581 og viser en kronet løve af guld på en rød bund, som er belagt med 9 roser. Løven står på en sølvfarvet, krummet sabel, og holder et sværd af sølv i sin sølvpansrede forlab.
- Wikimedia Commons har flere filer relateret til Finlands rigsvåben

| Artikelstump | Spire Denne artikel om et rigsvåben eller statsvåben er en spire som bør udbygges. Du er velkommen til at hjælpe Wikipedia ved at udvide den. |